# Bäckehagen
Bäckehagen är en del av tätorten Falun, en tidigare tätort och en herrgård, belägna vid sjön Varpan i Falu kommun.

## Tätorten
1960 avgränsade SCB en tätort i området med 247 invånare inom Stora Kopparbergs landskommun. 1970 räknades området inte längre som en egen tätort. Idag (2013) ligger åtminstone delar av den gamla tätorten inom Faluns tätort, inom stadsdelen Stennäset.